# Polybia brunneiceps
Polybia brunneiceps är en getingart som beskrevs av Cameron 1912. Polybia brunneiceps ingår i släktet Polybia och familjen getingar. Inga underarter finns listade i Catalogue of Life.